# Локализам (лингвистика)
Локализам (лат. locus - локус = мјесто, смештај; local = простран, својствен одређеном мјесту) – у лингвистици – односи се на мјесно огранчење употребе специфичних елемената у лингвистичкој структури. Ограничења се односе на локално одређени распон у којем се правила могу примијенити на одређену структуру. Теорија трансформације граматике користи синтаксне локализме, са ограничењима на избору, синтаксне обавезне форме, и синтаксне промјене.
У лингвистици, трансформацијска граматика или трансформацијско-генеративна граматика је таква граматика, посебно природних језика која укључује кориштење дефинисаних операција за творбу нових облика од већ постојећих. Овај концепт формулисао је Наом Чомски.
Према краћој дефиниције, локализам је говорна или каква друга особина неког краја, дијалектизам, ријеч која је у употреби у једном локалном подручју, или локална посебност говора и/или дјеловања.